# 小矢部東インターチェンジ
小矢部東インターチェンジ（おやべひがしインターチェンジ）は、富山県小矢部市下後亟（しもごぜ）の能越自動車道（高岡砺波道路）上にあるインターチェンジである。

## 歴史
- 1996年（平成8年）3月28日 : 小矢部砺波JCT - 福岡IC間開通に伴い供用開始。
- 2018年（平成30年）6月20日 : 福岡本線料金所廃止により[1]、当IC - 高岡ICが実質無料となり[1]、同時に小矢部砺波JCT - 当ICは値上げされる[1]。

## 道路
- E41 能越自動車道（高岡砺波道路）（1番）

## 接続する道路
- 富山県道16号砺波小矢部線
- 富山県道48号福光福岡線
- 富山県道371号本町高木出線

## 周辺
- クロスランドおやべ
- 富山県立小矢部園芸高等学校
- ヴォイスミュージアム
- 小矢部市大谷博物館
- 小矢部市立大谷中学校
- スズキ部品北陸
- 富山県立砺波工業高等学校
- 長良運輸 北陸営業所
- 北都高速運輸倉庫
- 旭醤油味噌
- イオンモールとなみ
- スリーティ運輸
- ゴールドウィン 本店

## 隣
E41 能越自動車道（高岡砺波道路）
(19)小矢部砺波JCT - (1)小矢部東IC - (2)福岡IC